# Christine Pedotti
Pour les articles homonymes, voir Pedotti.
Christine Pedotti, née en 1960, est une personnalité française du catholicisme de gauche, essayiste, éditrice et journaliste, elle est notamment la  directrice de la revue Témoignage chrétien. Elle est par ailleurs, avec Anne Soupa, la cofondatrice de la Conférence catholique des baptisé-e-s francophones (CCBF) et du Comité de la Jupe.

## Biographie
Christine Pedotti est née dans les Ardennes. Après des études d’histoire et de science politique, elle collabore à la naissance de Grain de Soleil, mensuel chrétien destiné aux enfants publié par Bayard.
Elle a écrit de nombreux ouvrages de vulgarisation de la foi catholique, principalement adressés aux jeunes et aux enfants, et dirige les encyclopédies « Théo » chez Fleurus-Mame. Chez cet éditeur, elle dirige le département religieux et crée un département de la jeunesse, où elle est à l’origine du Dico des filles. Sous le nom de plume de Pietro De Paoli, elle est l'auteur de plusieurs ouvrages à succès dont l'action se déroule dans les coulisses de l’Église catholique. 
En 2008, à la suite d’un propos jugé sexiste du cardinal-archevêque de Paris André Vingt-Trois, elle crée, avec Anne Soupa, le Comité de la Jupe pour lutter contre la discrimination à l’égard des femmes dans l’Église catholique. En 2009, toujours avec Anne Soupa, elle crée la Conférence catholique des baptisé-e-s francophones (C.C.B.F.), afin de promouvoir la responsabilité des baptisés catholiques,.
En septembre 2012, Christine Pedotti révèle, dans Ce Dieu que j’aime (Mediapaul), être Pietro de Paoli, auteur de romans à succès qui mettent en scène les grands thèmes de l’actualité catholique. Pietro de Paoli est considéré comme quelqu'un de très précisément informé du fonctionnement de l'Église catholique, en particulier de son fonctionnement hiérarchique. Bien que ses livres soient des fictions, Pietro De Paoli se situe dans un courant radicalement progressiste, sur des questions comme le mariage des prêtres ou la place des femmes dans l'Église, pouvant aller jusqu'à critiquer certaines des attitudes romaines.
Rédactrice en chef de la revue Témoignage chrétien de mars 2013 à juin 2014, elle est aujourd'hui directrice de la rédaction et de la publication après avoir racheté à l'été 2017 ce magazine en grande difficulté.

### Décoration
- 1er janvier 2014 : chevalier de la Légion d'honneur[9].

## Ouvrages
- Le Petit Théo, carnet de route des années caté, Droguet & Ardant, 2001En collaboration avec Michel Dubost, Stanislas Lalanne et Jacques Perrier
- Le Livre de la foi des tout petits, Mame, 2003
- Le Livre de la foi des petits enfants, Mame, 2004
- Théo des tout petits en images, Droguet & Ardant, 2005
- Vatican 2035, Plon, Paris, novembre 2005 (publié aussi en espagnol, portugais, polonais)
- Le Livre de la prière en famille, Mame/Edifa, 2006
- La confession de Castel Gandolfo, Plon, Paris, juin 2008.
- 38 ans, célibataire et curé de campagne, Plon, Paris, novembre 2006.
- Mon premier Théo, Mame, 2006Nouvelle édition
- Petite encyclopédie du christianisme pour tous, Fleurus, 2007
- Quand la Bible offre l’impossible, Mame, 2008
- Théo Junior, Mame, 2008Nouvelle édition
- La Longue Patience du sanglier, Plon, 2009Roman. En collaboration avec Vincent Villeminot.
- Le Nouveau Théo, Mame, 2009Direction d’ouvrage
- Théo Benjamin, Mame, 2009Nouvelle édition
- Dans la peau d'un évêque, Plon, Paris, septembre 2009.
- Lettres à un jeune prêtre, préface de Mgr Jean-Michel di Falco Léandri, Plon, Paris, mars 2010.
- Les Pieds dans le Bénitier, Presses de la Renaissance, 2010En collaboration avec Anne Soupa
- Petites conversations avec ma nièce sur la question de Dieu, Plon, Paris, novembre 2011. (publié aussi en italien)
- La Bataille du Vatican, Plon, 2012
- Ce Dieu que j’aime, Médiapaul, 2012
- Faut-il faire Vatican III, Tallandier, 2012
- Anticatéchisme pour le christianisme à venir Albin Michel, Paris, septembre 2013.
- Jésus, cet homme inconnu, XO, 2013
- La Bible racontée comme un roman , XO Editions, T1, 2015 (présentation de l'éditeur)
- La Bible racontée comme un roman, XO Editions, T2, 2016
- Jésus, l'Encyclopédie (dir.), Albin Michel, 2017
- Jésus, l'homme qui préférait les femmes, Albin Michel, 2018
- Qu'avez-vous fait de Jésus, Albin Michel, 2019
- avec Anthony Favier, Jean-Paul II, l'ombre du saint, Albin Michel, 2020
- L'inconsolée, Albin Michel, 2022